# دنی بیکن
دنی بیکن (انگلیسی: Danny Bacon؛ زادهٔ ۲۰ سپتامبر ۱۹۸۰) بازیکن فوتبال اهل بریتانیا است.
از باشگاه‌هایی که در آن بازی کرده‌است می‌توان به باشگاه فوتبال منزفیلد تاون، باشگاه فوتبال هاکنال تاون، باشگاه فوتبال برتون آلبیون، باشگاه فوتبال لینکولن سیتی، و باشگاه فوتبال وورکساپ تاون اشاره کرد.
وی همچنین در تیم ملی فوتبال انگلستان سی بازی کرده‌است.